# Cylostrobus
Cylostrobus é um gênero extinto de vegetais da Divisão Lycopodiophyta com taxonomia próxima a do gênero Pleuromeia, mas com cones muito compactos. Datado do Triássico inferior na Áustrália, coincidentemente com um efeito estufa elevado no final do triássico inferior. O gênero é de formato ereto.

## Galeria

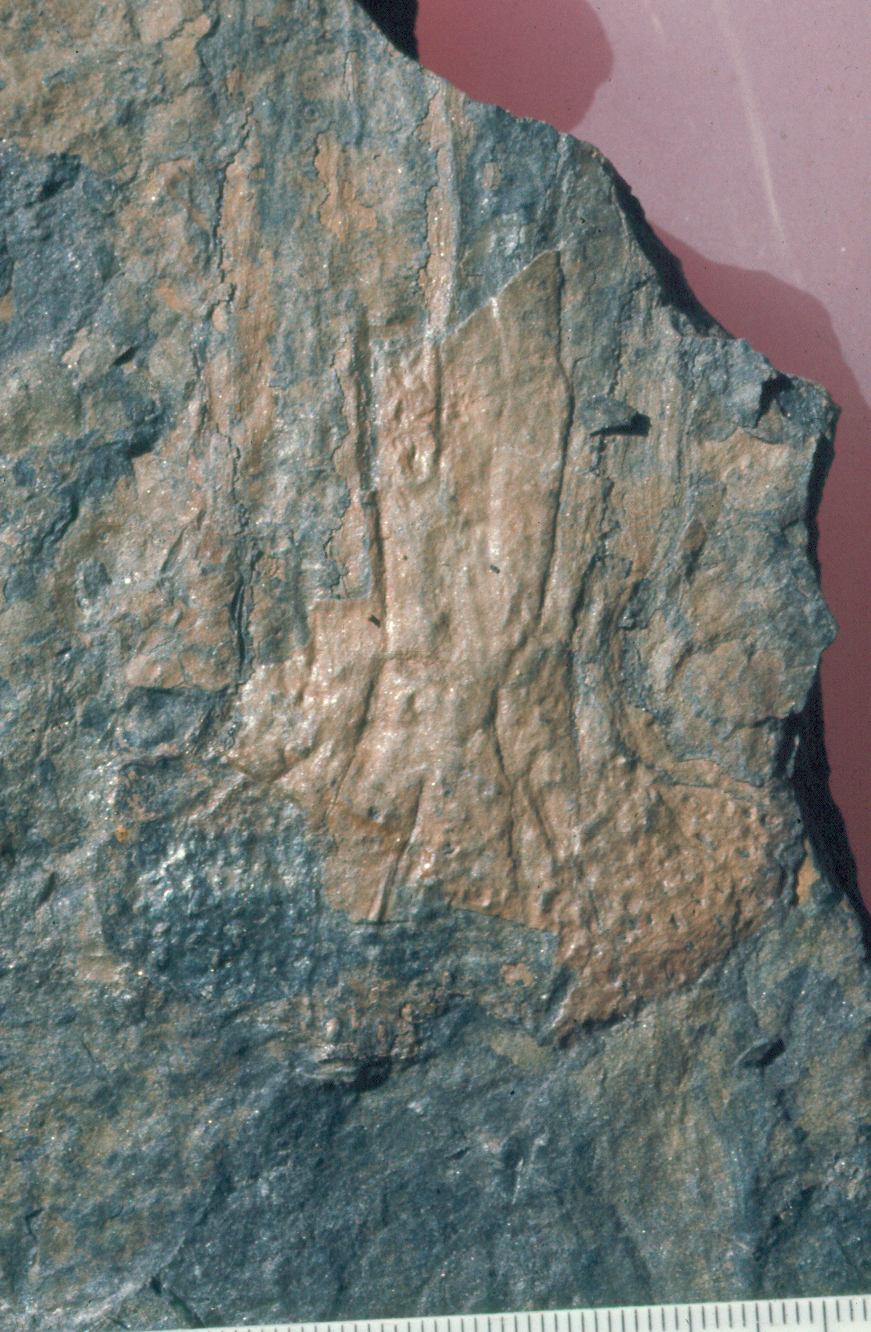
Tecido fóssil de Cylostrobus sydneyensis

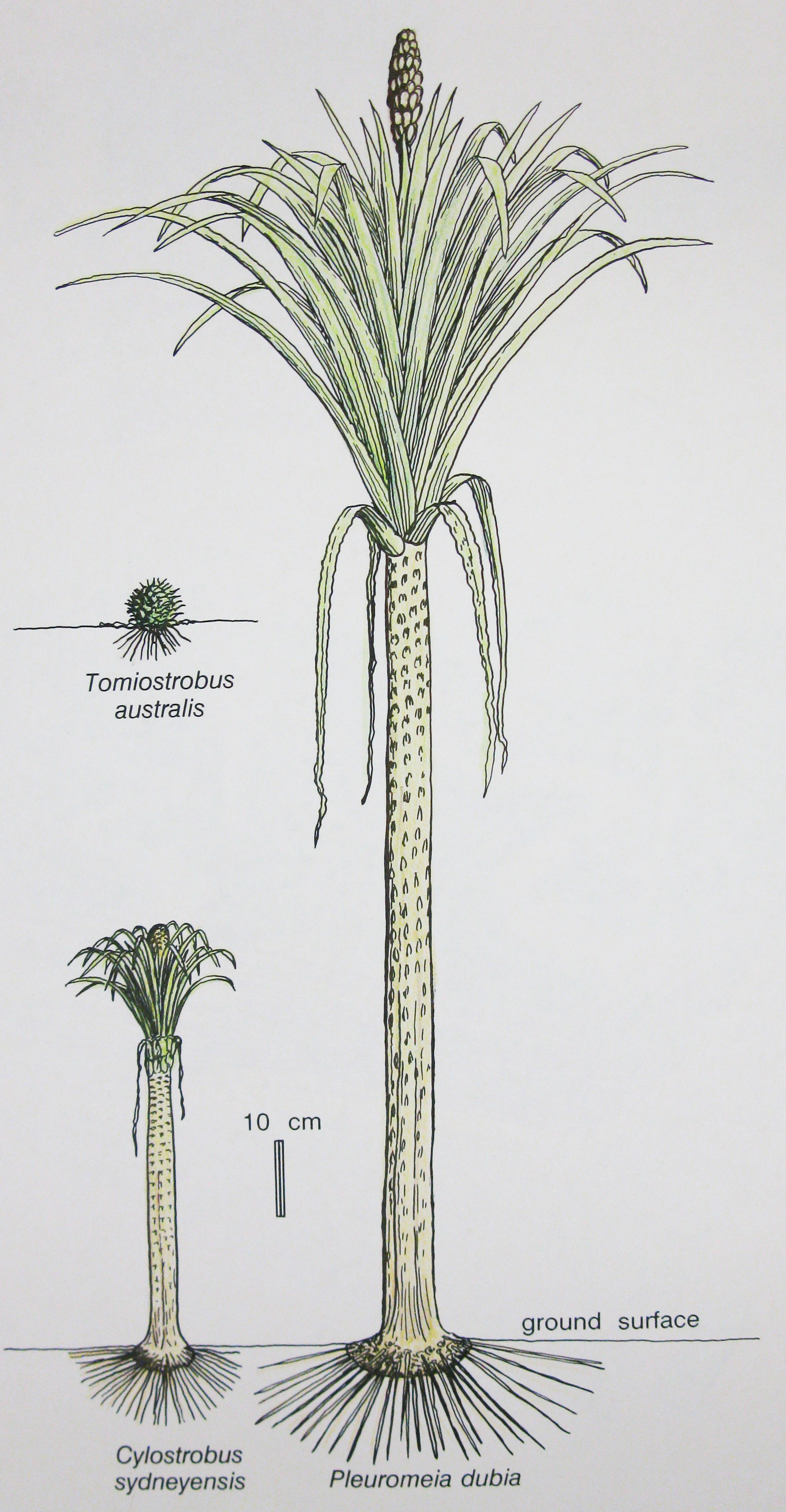
Reconstrução de espécimes extintos de licopódios, sendo Pleuromeia dubia, Cylostrobus sydneyensis e tomiostrobus australis apresentados na imagem